# Heinrich Seibert
Heinrich Kasimir Seibert (* 15. Juli 1910 in Elmstein, Pfalz; † 28. August 1951 in Bischheim, Pfalz) war im nationalsozialistischen Deutschen Reich SS-Hauptsturmführer und Leiter des Referates III C 2 (Erziehung und religiöses Leben) im Reichssicherheitshauptamt.

## Leben
Heinrich Seibert studierte in Heidelberg und München ab 1930 Deutsch, Englisch und Geschichte.
Im März 1932 trat er der SA und der NSDAP bei und betätigte sich kurz nach der „Machtergreifung“ der Nationalsozialisten im April und Mai 1933 als Hilfspolizist.
Am historischen Seminar der Universität München war Seibert von November 1935 bis Januar 1937 als Assistent von Karl Alexander von Müller tätig. Seine Promotion erreichte er mit einer Dissertation über die französische Pfalzpolitik und pfälzische Separatismusbestrebungen in den Jahren 1918 bis 1920 (vgl. Autonome Pfalz).
Im Januar 1940 übernahm Seibert das Referat III C 2 (Erziehung und religiöses Leben) im Reichssicherheitshauptamt (RSHA), nachdem er bereits ab 1936 im Oberabschnitt Süd des Sicherheitsdienstes (SD) tätig war (SS-Nummer 280.387). 1942 wurde er zur Wehrmacht einberufen. Ins RSHA kehrte er nicht mehr zurück. Seinen Arbeitsbereich dort übernahm Rudolf Böhmer (* 1910).
Seibert starb 1951 im pfälzischen Bischheim.